# Полонез ля-бемоль мажор, «Героїчний»

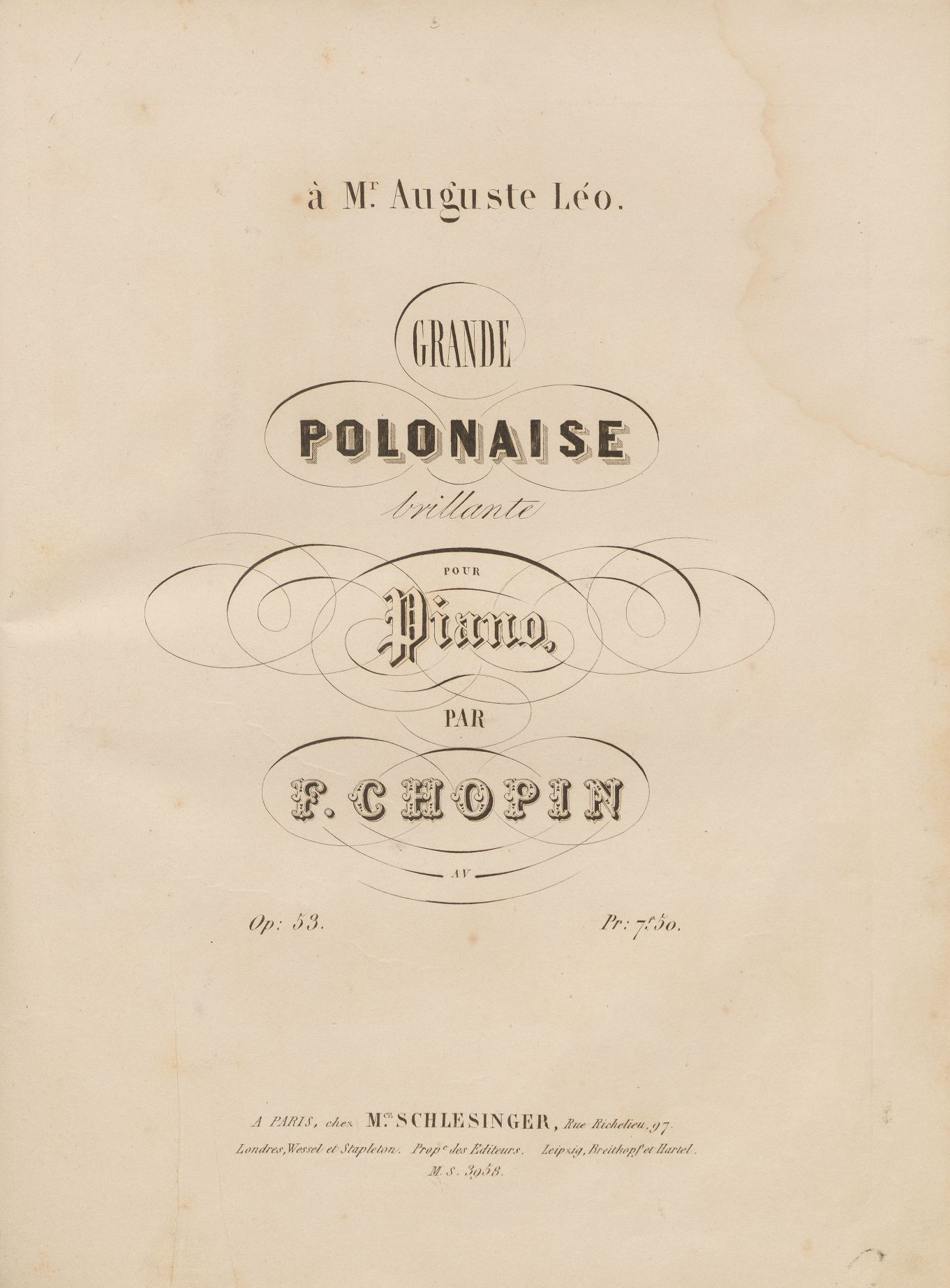
Публікація 1843 р.

Полонез ля-бемоль мажор, тв. 53 (фр. Polonaise héroïque, «Героїчний полонез») — фортепіанний твір Фридерика Шопена, написаний у 1842 році. Твір присвячено німецькому банкіру Огюсту Лео, другу Шопена. Твір написаний в темпі «Alla polacca e maestoso» («як полонез, урочисто»). 
Назву «героїчний» полонез отримав від приятельки Шопена французької письменниці Жорж Санд. В одному з листів до Шопена вона написала: «L'inspiration! La force! La vigueur! Il est indéniable qu'un tel esprit doit être présent dans la Révolution française. Désormais cette polonaise devrait être un symbole, un symbole héroïque!» («Натхнення! Сила! Міць! Бузсумнівно, що такий дух мусить бути присутнім у французькій революції. Віднині цей полонез має бути символом, героїчним символом.)». 